# Castilly
Castilly is een plaats en voormalige gemeente in het Franse departement Calvados in de regio Normandië en telt 263 inwoners (2005). De plaats maakt deel uit van het arrondissement Bayeux.

## Geschiedenis
Castilly was onderdeel van het gelijknamige kanton tot dit op 22 maart 2015 werd opgeheven en de gemeenten werden toegevoegd aan het aangrenzende kanton Trévières. Op 1 januari 2017 werden de gemeenten Castilly, Neuilly-la-Forêt, Les Oubeaux en Vouilly opgeheven en in de gemeente Isigny-sur-Mer opgenomen.

## Geografie
De oppervlakte van Castilly bedraagt 12,0 km², de bevolkingsdichtheid is 21,9 inwoners per km².
De onderstaande kaart toont de ligging van Castilly met de belangrijkste infrastructuur en aangrenzende gemeenten.

## Demografie
Onderstaande figuur toont het verloop van het inwonertal (bron: INSEE-tellingen).
Vanwege een beveiligingsprobleem met de MediaWiki Graph-software is het momenteel niet mogelijk deze grafiek weer te geven. Zodra de software is bijgewerkt zal de grafiek vanzelf weer zichtbaar worden.
Castilly · Isigny-sur-Mer · Neuilly-la-Forêt · Les Oubeaux · Vouilly